# Sibacultuur
De Sibacultuur is een archeologische cultuur van de Bronstijd (1900-1500 v.Chr.) in de Hexi-corridor in Gansu, China.
De cultuur ontleent haar naam aan de site Sibatan in het arrondissement Shandan, Gansu, onderzocht in 1948. Ze is gelegen in de Hexi-corridor, over 800 km van de Qilian Shane in het zuiden, de Badain Jaranwoestijn in het noorden, de Shule-rivier in het westen en Wuwei in het oosten. Belangrijke sites zijn Huoshaogou (arrondissement Yumen, rijk aan metalen vondsten) Donghushan (arrondissement Minle) en Ganguya (stadsprefectuur Jiuquan), allen oude begraafplaatsen.
De cultuur was een schakel tussen westerse bevolkingsgroepen welke de technieken van bronsbewerking, veeteelt en paarden brachten, en de volkeren in het oosten, in het bijzonder van de aangrenzende Qijiacultuur. Ook ontving ze culturele invloeden vanuit het kerngebied van China.

## Materiële cultuur
Het aardewerk, meest rood met zwarte geometrische decoraties, lijkt afgeleid van de Machang-fase van de Majiayaocultuur gecombineerd met invloeden van de Qijia- en Kayuecultuur in het zuidoosten. 
Men beschikte over stenen gereedschappen uit afgeslagen steen, gepolijst steen en vele microlieten
Onder de dierlijke resten domineren varkensbotten, naast die van herten, schapen en honden.
Een grote verscheidenheid van granen werd geconsumeerd: gierst (afkomstig uit Centraal Noord-China), tarwe, gerst en rogge (alle afkomstig uit het Westen, via Centraal-Azië en Zuid-Siberië).
Sommige sites (zoals Huoshaogou) met overwegend microlieten en beenderen van grazend vee veronderstellen een economie op basis van veeteelt en jacht. Een ander type (zoals Ganguya), gelegen op de groene voorgebergten, was gebaseerd op landbouw. Deze waren dichter bevolkt en met rijkere grafgiften. Ondanks dat deze begraafplaatsen langdurig gebruikt werden, zijn opmerkelijk genoeg nog geen nederzettingen ontdekt. Dit is vergelijkbaar met de sites van de culturen van de Euraziatische steppen, die in deze tijd steeds mobieler werden en de nomadische veeteelt beoefenen, zoals de Jamnacultuur ten westen van de Kaspische Zee.
De skeletresten tonen een Oost-Aziatische bevolking, vergelijkbaar met die van de Qijiacultuur. De graven getuigen van verschillende begrafenispraktijken: horizontale of verticale schachten met een of twee graven (echtparen), soms zonder beenderen zodat ook crematie vermoed wordt.
De grafgiften omvatten aardewerk, kaurischelpen, geofferde dieren, stenen of metalen werktuigen. Metaaldepots komen vaak voor: koper, brons, goud en zilver (messen, bijlen, ringen, oorbellen, neusringen, knoppen, pijl- en speerpunten en een strijdknots). Deze objecten lijken duidelijk op die uit Centraal-Azië en het Midden-Oosten uit dezelfde periode: voor oorbellen en neusringen vindt men geen voorbeelden in China, maar slechts in Centraal-Azië en verder naar het Westen. De meeste wapens zijn echter met gietvormen gemaakt, terwijl hun equivalenten in het Westen met verloren was gemaakt werden. Ook heeft men een gietvorm voor een pijlpunt gevonden, welke een lokale productie aantoont. Zowel gietwerk als smeedwerk is gevonden, het laatste is in China zeer zeldzaam.
Het regelmatig voorkomen van arseenbrons is eveneens een teken van een westelijke traditie, vanuit de Altaj en Kazachstan. Deze is zeer verschillend van die van Qijia, waar geen arseen gebruikt werd, maar vergelijkbaar met de site Tianshanbeilu bij Hami. Dit alles toont dat de Siwacultuur een verbinding vormde tussen de culturen van de Euraziatische steppe (Xemirxek, Sejma-Toerbino, Andronovo en Karasoekcultuur) met de Qijiacultuur in het oosten.
De in de Hexicorridor verzamelde jade werd verhandeld met de bevolking van de Qijiacultuur.

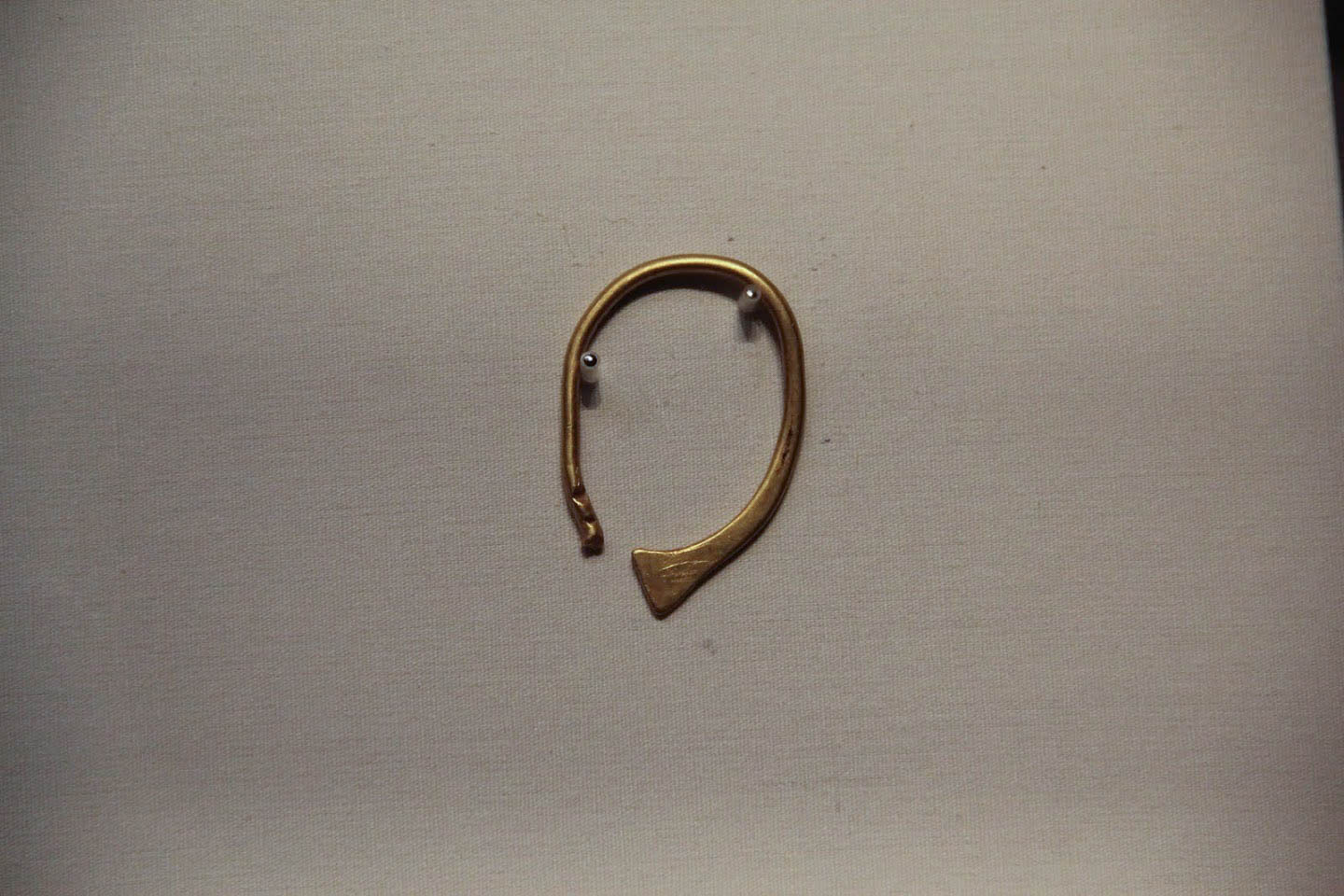
Gouden oorring
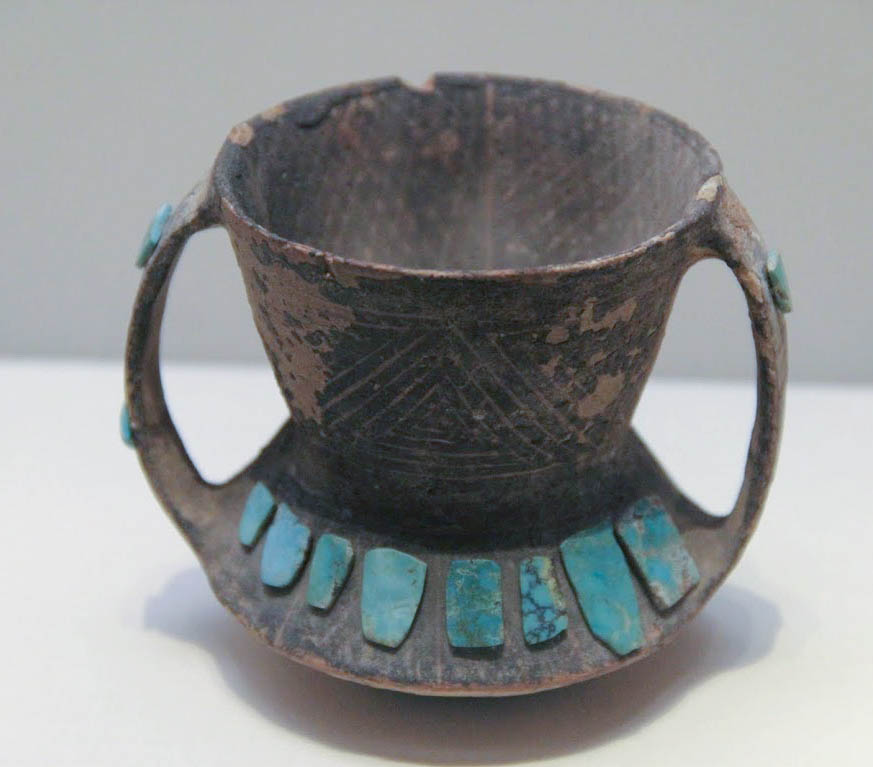
Aardewerken vaas ingelegd met turkoois (Nationaal Museum van de Volksrepubliek China, Peking)
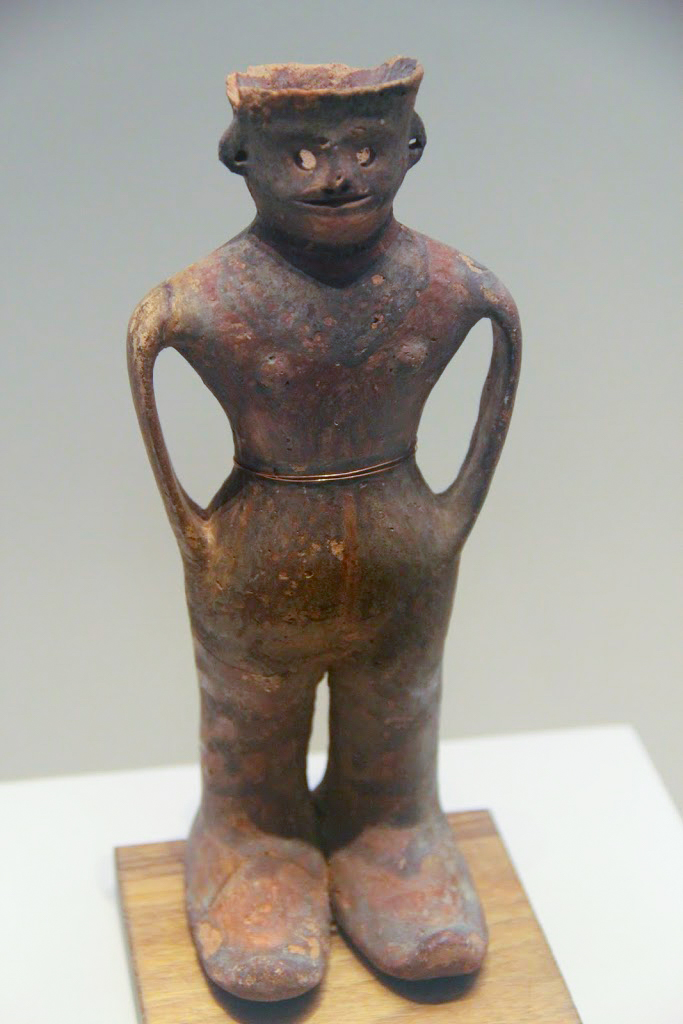
Vaatwerk  in de vorm van een man (Nationaal Museum van de Volksrepubliek China, Peking)
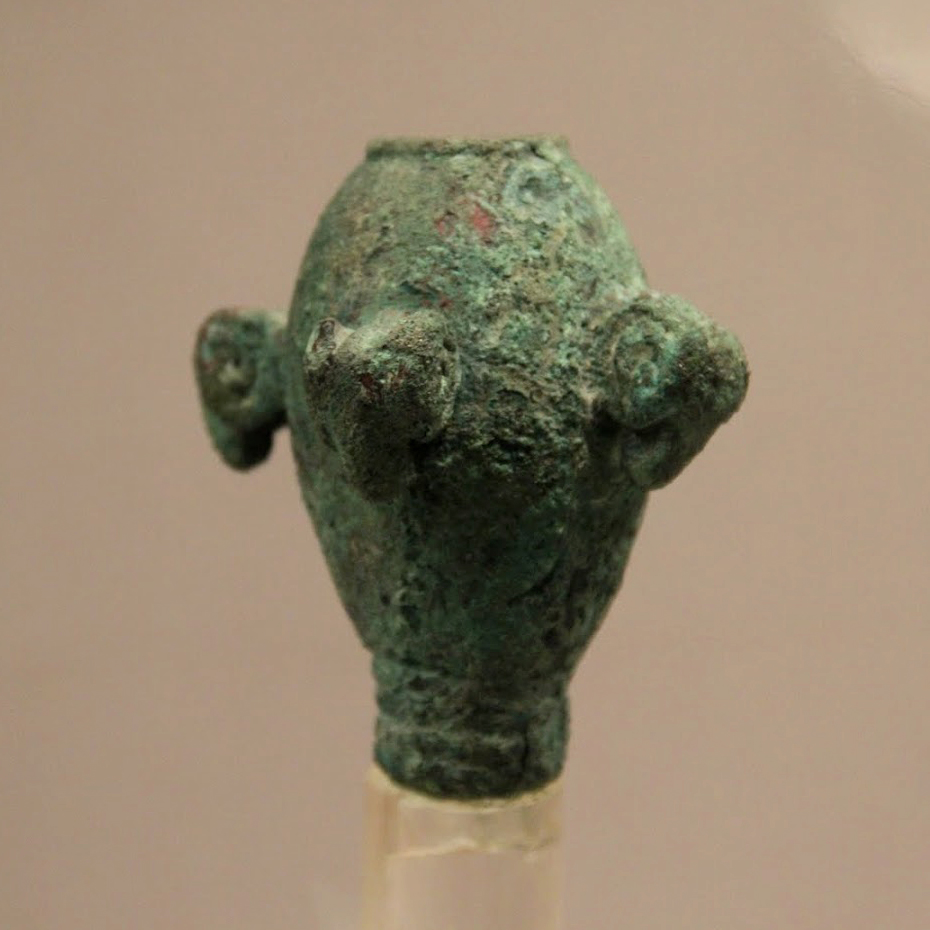
Bronzen kop van een strijdknots gedecoreerd met vier rammen (Provinciaal museum van Gansu, Lanzhou)